# Carnival Breeze
Pour les articles homonymes, voir Breeze.
Le Carnival Breeze est un paquebot de croisière de la classe Dream appartenant à la compagnie maritime américaine Carnival Cruise Lines, entré en service le 3 juin 2012.
Il est le troisième et dernier navire de la classe Dream.